# جين فولتون ألت
جين فولتون ألت (بالإنجليزية: Jane Fulton Alt)‏ هي مصورة أمريكية، ولدت في 26 مايو 1951.